# Riqui Puig
Ricard Puig Martí (Matadepera, Barcelona, 13 de agosto de 1999), conocido como Riqui Puig, es un futbolista español que juega de centrocampista en Los Angeles Galaxy de la Major League Soccer de los Estados Unidos.

## Trayectoria

### Inicios
Nació en Matadepera el 13 de agosto de 1999. Su padre, Carlos Puig, fue también futbolista, y jugó como lateral izquierdo en el Terrassa Fútbol Club. Fue precisamente en Tarrasa donde inició su carrera como futbolista, jugando en las filas del Jàbac Terrassa.

### F. C. Barcelona
En 2013 ingresó en las categorías inferiores del F. C. Barcelona como cadete. Su debut con el Barça B se produjo el 24 de febrero de 2018, en la jornada 28 de la Segunda División en un empate frente al Gimnástic de Tarragona. Tras su debut, jugó otros dos partidos más en la Segunda División. Esa misma temporada, logró la Liga Juvenil de la UEFA con el Juvenil A ganando por 0-3 en la final al juvenil del Chelsea F. C. Riqui fue titular en la final y fue sustituido en el tiempo de descuento con el partido ya terminado.
Con las grandes sensaciones que dejó en sus partidos, y con los rumores de un posible abandono de La Masía, en 2018 renovó hasta 2021 pasando a formar parte de la plantilla del Barça B. Durante la pretemporada de verano de 2018, Ernesto Valverde le llevó a la gira estadounidense junto a otros 12 canteranos para participar con el primer equipo. En la pretemporada, tuvo minutos frente al Tottenham Hotspur F. C., A. S. Roma y el A. C. Milán, siendo en este último partido donde más llamó la atención su nivel de juego, recibiendo elogios del técnico del Milán Gennaro Gattuso. En esta gira anotó su primer gol con el primer equipo del F. C. Barcelona en la tanda de penaltis del partido ante el Tottenham Hotspur F. C. y lució el dorsal 8 que acababa de dejar Andrés Iniesta, que más tarde le fue asignado a Arthur Melo.
Tras asentarse como titular en el filial del Barcelona, se produjo su debut oficial con el primer equipo el 5 de diciembre de 2018 frente a la Cultural Leonesa, en el partido de vuelta de los dieciseisavos de final de la Copa del Rey. Saltó al terreno de juego en el minuto 55 en sustitución de Oriol Busquets y asistió en el definitivo 4-1 de Denis Suárez.
No volvió a jugar con el primer equipo hasta el 6 de marzo de 2019, cuando disputó como titular la Supercopa de Cataluña que perdieron 0-1 frente al Girona F. C. En ese partido sufrió una entrada de Cristhian Stuani que le impidió entrenarse los días posteriores. El 13 de abril de 2019 debutó en LaLiga, saliendo como titular en la jornada 32 frente a la S. D. Huesca. Volvió a repetir titularidad con el primer equipo jornadas después frente al Celta de Vigo en Balaídos. Tras las 38 jornadas, finalmente el Barcelona se alzó con el título liguero. Al igual que en la temporada anterior, volvió a formar parte de la pretemporada que se celebró en Japón. Formó parte de la titular en los dos primeros encuentros de la gira frente al Chelsea F. C. y contra el Vissel Kobe. Después de completar la pretemporada, volvió al filial donde acumuló tres partidos completos consecutivos. Fue en el tercer partido frente a la A. E. Prat donde anotó su primer gol como profesional.
Tras la destitución de Valverde y la incorporación de Setién al banquillo azulgrana, Riqui volvió a la disciplina del primer equipo entrando en la convocatoria frente al Granada C. F. En el minuto 70 entró sustituyendo a Ivan Rakitić con el marcador 0-0, y unos minutos después realizó una recuperación que acabaría en el definitivo 1-0 de Leo Messi. Tres días después, partió como titular en los dieciseisavos de Copa del Rey en una victoria por 1-2 frente a la U. D. Ibiza, siendo sustituido por Arthur en el minuto 70. Para el partido de la jornada 21 frente al Valencia C. F. quedaría fuera de la convocatoria por enfermedad. Asentado en la dinámica del primer equipo, volvió a disputar los últimos minutos de la victoria por 2-1 ante el Levante U. D., que terminaría con dos goles de Ansu Fati. Tras estar unas semanas sin ser convocado, entró en la lista de Quique Setién para disputar el encuentro de la Liga de Campeones que se jugó en San Paolo frente al S. S. C. Napoli aunque no disputó minutos. Después del parón de Liga provocado por el COVID-19, volvió a tener minutos en el triunfo 2-0 frente al C. D. Leganés. Posteriormente fue titular en los partidos contra el Celta de Vigo y en el empate 2-2 ante el Atlético de Madrid, siendo uno de los destacados del encuentro. El 19 de julio dio dos asistencias en la victoria del Barça 0-5 sobre el Deportivo Alavés en Mendizorroza.
El 5 de octubre fue inscrito como futbolista del primer equipo azulgrana a todos los efectos en la Liga. Su dorsal sería el número 12 que dejó libre Rafinha Alcántara.
Debutó en la Liga de Campeones jugando por primera vez frente al Dinamo de Kiev. El 13 de enero de 2021 metió el penalti definitivo tras el empate a uno ante la Real Sociedad, certificando el pase a la final de la Supercopa de España. A la semana siguiente marcó su primer gol con el primer equipo en el encuentro de Liga ante el Elche C. F. al rematar de cabeza un centro de Frenkie de Jong.
Durante la temporada 2021-22, como en el curso anterior, siguió sin contar muchas oportunidades de juego, aunque el 13 de marzo aprovechó la que tuvo para marcar su primer gol en el Camp Nou.

### Los Angeles Galaxy
El 4 de agosto de 2022 puso fin a su etapa de azulgrana tras ser traspasado a Los Angeles Galaxy. El F. C. Barcelona se guardaba un derecho de recompra y el 50% de una futura venta. Debutó el día 19 de ese mismo mes jugando media hora en un empate ante Seattle Sounders. En su segundo partido frente al New England Revolution, asistió a Javier "Chicharito" Hernández para que anotara el definitivo 1-2. Una jornada más tarde, se estrenó como goleador en la Major League Soccer, anotando el gol que igualaba el partido a 2 frente al Toronto FC, con un lanzamiento desde fuera del área en el minuto 89.
Terminó el año habiendo disputado diez encuentros de la fase regular en los que consiguió tres goles y repartió cinco asistencias. De cara a la temporada 2023 fue nombrado jugador franquicia. En la primera victoria de los Galaxy en la campaña, anotó el segundo gol del partido para el resultado final de 2-0. En junio fue elegido para participar en el All Star de la MLS, donde partió de titular frente al Arsenal F. C.
En mayo de 2024 firmó una extensión de su contrato hasta el año 2027. Esa temporada alcanzó los diez goles por primera vez en la temporada regular, tras anotar un gol en el derbi de Los Ángeles frente al LAFC, con victoria para los Galaxy por 4-2. Finalizó la campaña ganando la MLS Cup, aunque no pudo jugar la final tras sufrir una rotura de ligamento cruzado en la semifinal.

## Estadísticas

### Clubes
Actualizado al último partido disputado en la temporada 2024.
| Club                              | Div.          | Temporada     | Liga  | Liga  | Copas nacionales | Copas nacionales | Copas internacionales | Copas internacionales | Total | Total |
| Club                              | Div.          | Temporada     | Part. | Goles | Part.            | Goles            | Part.                 | Goles                 | Part. | Goles |
| --------------------------------- | ------------- | ------------- | ----- | ----- | ---------------- | ---------------- | --------------------- | --------------------- | ----- | ----- |
| F. C. Barcelona "B" · España      | 2.ª           | 2017-18       | 3     | 0     | —                | —                | —                     | —                     | 3     | 0     |
| F. C. Barcelona "B" · España      | 2.ª B         | 2018-19       | 32    | 0     | —                | —                | —                     | —                     | 32    | 0     |
| F. C. Barcelona · España          | 1.ª           | 2018-19       | 2     | 0     | 1                | 0                | 0                     | 0                     | 3     | 0     |
| F. C. Barcelona "B" · España      | 2.ª B         | 2019-20       | 21    | 2     | —                | —                | —                     | —                     | 21    | 2     |
| F. C. Barcelona "B" · España      | Total club    | Total club    | 56    | 2     | —                | —                | —                     | —                     | 56    | 2     |
| F. C. Barcelona · España          | 1.ª           | 2019-20       | 11    | 0     | 1                | 0                | 0                     | 0                     | 12    | 0     |
| F. C. Barcelona · España          | 1.ª           | 2020-21       | 14    | 1     | 6                | 0                | 4                     | 0                     | 24    | 1     |
| F. C. Barcelona · España          | 1.ª           | 2021-22       | 15    | 1     | 1                | 0                | 2                     | 0                     | 18    | 1     |
| F. C. Barcelona · España          | Total club    | Total club    | 42    | 2     | 9                | 0                | 6                     | 0                     | 57    | 2     |
| Los Angeles Galaxy Estados Unidos | 1.ª           | 2022          | 12    | 3     | ―                | ―                | ―                     | ―                     | 12    | 3     |
| Los Angeles Galaxy Estados Unidos | 1.ª           | 2023          | 29    | 7     | 3                | 1                | 2                     | 1                     | 34    | 9     |
| Los Angeles Galaxy Estados Unidos | 1.ª           | 2024          | 33    | 17    | ―                | ―                | 3                     | 0                     | 36    | 17    |
| Los Angeles Galaxy Estados Unidos | 1.ª           | 2025          | 0     | 0     | ―                | ―                | 0                     | 0                     | 0     | 0     |
| Los Angeles Galaxy Estados Unidos | Total club    | Total club    | 74    | 27    | 3                | 1                | 5                     | 1                     | 82    | 29    |
| Total carrera                     | Total carrera | Total carrera | 172   | 31    | 12               | 1                | 11                    | 1                     | 195   | 33    |
| 1. 2.                             |               |               |       |       |                  |                  |                       |                       |       |       |

## Palmarés

### Títulos nacionales
| Título       | Club               | País           | Año  |
| ------------ | ------------------ | -------------- | ---- |
| La Liga      | F. C. Barcelona    | España         | 2019 |
| Copa del Rey | F. C. Barcelona    | España         | 2021 |
| MLS Cup      | Los Angeles Galaxy | Estados Unidos | 2024 |

### Títulos internacionales
| Título                  | Club                        | Sede       | Año  |
| ----------------------- | --------------------------- | ---------- | ---- |
| Liga Juvenil de la UEFA | F. C. Barcelona Juvenil "A" | Suiza Nyon | 2018 |